# (385695) Clete
(385695) Clete – planetoida z grupy trojańczyków Neptuna, odkryta w 2005 roku.
Planetoida nosi nazwę Clete, jednej z Amazonek z mitologii greckiej, przybocznej królowej Amazonek Pentezylei. Przed nadaniem jej nazwy planetoida nosiła oznaczenie tymczasowe 2005 TO74 i miała nadany stały numer 385695.

## Orbita planetoidy
Planetoida ta krąży w średniej odległości ok. 30,12 j.a. od Słońca po lekko eliptycznej orbicie o mimośrodzie 0,050. Wykonuje jeden obieg wokół Słońca w ciągu ok. 165 lat. Orbita (385695) Clete nachylona jest pod kątem 5,25° do płaszczyzny ekliptyki.
W swym ruchu orbitalnym planetoida ta znajduje się w punkcie libracji L4 układu Neptun – Słońce. Krążąc po zbliżonej do Neptuna orbicie, poprzedza go, znajdując się ok. 60° przed nim.

## Właściwości fizyczne
Średnica tego obiektu szacowana jest na ok. 97 km. Jego jasność absolutna to 8,3m.